# Thomas Pohl

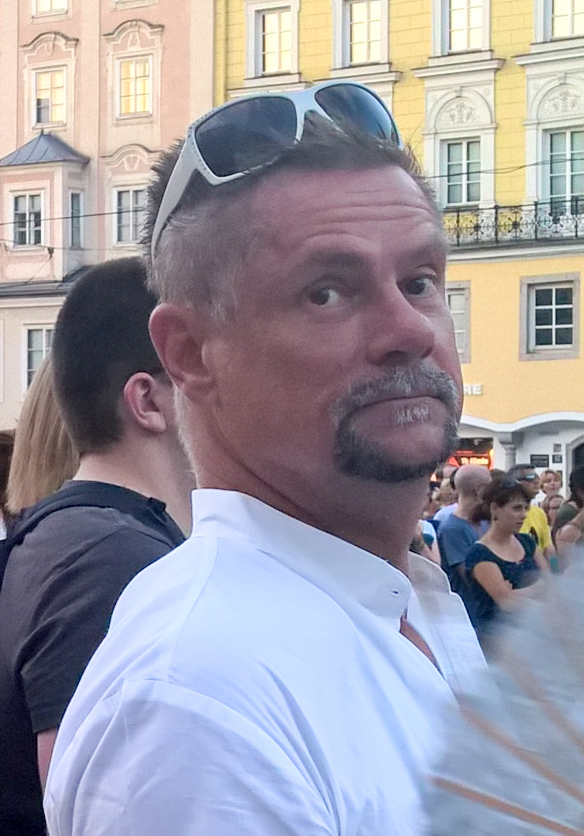
Thomas Pohl (2015)

Thomas Michael Gerhard Pohl, auch Tom Pohl (* 7. November 1967 in München; † 1. Jänner 2023 in Linz) war ein deutscher Schauspieler und Theaterregisseur.

## Leben
Pohl war als Kind und Jugendlicher von 1977 bis 1987 Sprecher bei Hörspielen von Willy Semmelrogge und Wolf Euba beim Bayerischen Rundfunk. Er arbeitete auch als  Synchronsprecher bei der Bavaria in Filmen und Serien wie Die Bären sind los!, Die Küstenpiloten, Ein Stück Himmel, La Boum – Die Fete und Wunderbare Reise des kleinen Nils Holgersson mit den Wildgänsen. 1987 legte er das Abitur am Gymnasium Fürstenried-West ab. Danach folgte von 1987 bis 1990 eine Schauspielausbildung an der Elisabethbühne in Salzburg sowie im Mai 1990 eine Diplom-Prüfung vor der Paritätischen Kommission in München. Im Frühjahr 1991 spielte er bei Erich Kästner ’91: Trotz Allem im Studio-Theater im PEP in München mit Antoinette Wosien und Ari Mog. Seit 1991 wirkte er in Linz am Landestheater, am Theater Phönix, am Theater des Kindes, sowie bei Sommertheaterproduktionen in Kirchberg, Enns und in Schwanenstadt bei His Majesty's players und in Helfenberg mit.
1993 war Pohl Gründungsmitglied der Musikkabarettgruppe Die Niederträchtigen mit 600 Auftritten im deutschsprachigen In- und Ausland. Seit 1998 wirkte er als Theaterpädagoge bei der pro mente OÖ. Von 2003 bis 2007 war er Gast am Linzer Ursulinenhof mit 240 Vorstellungen von Klamms Krieg (Inszenierung: Heidelinde Leutgöb) in Oberösterreichs höheren Schulen. Von 2005 bis 2010 war er Leiter des Jugendspielclubs am Landestheater Linz und von 2009 bis 2010 der Jugendspielgruppe am Theater Phönix. Von 2007 bis 2008 spielte  er „Ich bin Gott“ (Monolog von Wilfried Weilandt und Harald Ehrengruber) in Linz und Wien. Von 2008 bis 2013 war Pohl Mitglied im Stadtkulturbeirat von Linz, davon vier Jahre als Vorsitzender.
Seit 1991 veranstaltete Pohl Workshops mit Schülerinnen und Erwachsenen, machte Moderationen und Lesungen und wirkte in Radio-, Fernseh- und Werbeproduktionen mit. Seit 2010 war er Lesementor für buk.
2017 spielte er in Ein Sommernachtstraum oder Badewannengriffe im Preisvergleich von Kurt Palm am Theater Phönix den Mann mit dem Diaprojektor, Inspector Cluzot und den Tod. Diese Produktion war für den Nestroy-Preis 2017 in der Kategorie Beste Bundesländer-Aufführung nominiert.